# Die Brut des Bösen (1979)
Die Brut des Bösen (englischer Alternativtitel: Roots of Evil) ist ein deutscher Actionfilm aus dem Jahr 1979 von dem auch als Schlagersänger bekannten Christian Anders, der neben Regie, Drehbuch und Filmmusik auch die Hauptrolle übernahm.

## Handlung
Frank Mertens betreibt in Madrid eine erfolgreiche Karateschule, die er von seinem Meister übernommen hat. Dieser war von Unbekannten ermordet worden. Der kleinwüchsige Drogenhändler Van Bullock beschließt jedoch, in derselben Straße eine eigene Karateschule zu eröffnen. Hierzu hetzt Van Bullock Mertens zunächst einen Makler, und als dies erfolglos bleibt, auch eine Bande von Kung-Fu-Kämpfern auf den Hals. Mertens bleibt im Kampf jedoch Sieger.
Nun setzt Van Bullock die drogensüchtige Cora auf Mertens an. Nach einer gemeinsamen Nacht mit Cora durchsucht die Polizei Mertens’ Wohnung und findet dort das von Cora versteckte Heroin, woraufhin Mertens verhaftet wird. Cora hat sich jedoch in Mertens verliebt, und sie vertraut sich am Telefon dessen Sekretärin Ingrid an. Dabei wird sie von Van Bullock überrascht, der sie im Affekt ersticht.
Als Mertens von den Vorgängen erfährt, bricht er aus dem Gefängnis aus, um mit Van Bullock abzurechnen. Es gelingt ihm jedoch nicht, zu diesem vorzudringen, da ihm dessen Leibwächter Komo überlegen ist. Er zieht sich deshalb zunächst in den Wald zurück. Van Bullock will die Sache zu Ende bringen und lässt Mertens wissen, dass Komo der Mörder dessen Meisters war. Mertens nimmt daraufhin blutige Rache.

## Synchronisation
- Manfred Seipold: Frank Mertens
- Manfred Lichtenfeld: Van Bullock
- Wolfgang Hess: Komo
- Hartmut Neugebauer: Takimura
- Bruno W. Pantel: O'Blonski

## Rezension
„Dilettantischer Versuch einer europäischen Kopie fernöstlicher Kinomuster.“

Im August 2017 landete der Film als die Nr. 65 in der fünften Staffel der Satire-Reihe Die schlechtesten Filme aller Zeiten (SchleFaZ) auf Tele 5.
Im Dezember 2017 wurde auf DVD und Blu-ray eine gegenüber der Kinofassung dreizehn Minuten längere Fassung des Films veröffentlicht, zusammen mit der Kinofassung, dem Soundtrack auf CD und Interviews mit Beteiligten.